# Arnaud Novel
Arnaud Novel (ou Arnaud Nouvel) est un cardinal français né à Saverdun en  Ariège  et mort le 14 août 1317 à Avignon. Il est membre de l'ordre des cisterciens et est l'oncle du pape Benoît XII par sa mère.

## Repères biographiques
Novel est professeur à l'université de Toulouse et abbé de l'abbaye Sainte-Marie de Fontfroide à Narbonne de 1305 à 1310. Il est nommé vice-chancelier de la Sainte-Église en 1307. Il est un ami du pape Clément V.
Novel est créé cardinal par  le pape Clément V lors du consistoire du 19 décembre 1310. Il participe au conclave de 1314-1316, lors duquel Jean XXII est élu et est envoyé en 1312 comme légat apostolique en Angleterre pour négocier une paix entre le roi et les lords anglais (c'est le pape qui prend le régence de la Chancellerie).
Il est abbé de Boulbonne de 1316 à sa mort.